# Goodbye amore mio!
Goodbye amore mio! (The Goodbye Girl) è un film del 1977 diretto da Herbert Ross.

## Trama
Paula, ballerina di fila, vive a New York con la figlia e un nuovo convivente, un attore, che però all'improvviso la pianta sottraendole tutti i risparmi e subaffittando l'appartamento a un collega piuttosto svitato. Paula e il nuovo "inquilino" faticano a trovare un modus vivendi accettabile, ma poi scoprono di amarsi.

## Riconoscimenti
- 1978 - Premio Oscar
  - Miglior attore protagonista a Richard Dreyfuss
  - Candidatura Miglior film a Ray Stark
  - Candidatura Miglior attrice protagonista a Marsha Mason
  - Candidatura Miglior attrice non protagonista a Quinn Cummings
  - Candidatura Migliore sceneggiatura originale a Neil Simon
- 1978 - Golden Globe
  - Miglior film commedia o musicale
  - Miglior attore in un film commedia o musicale a Richard Dreyfuss
  - Miglior attrice in un film commedia o musicale a Marsha Mason
  - Migliore sceneggiatura a Neil Simon
  - Candidatura Miglior attrice non protagonista a Quinn Cummings
- 1979 - Premio BAFTA
  - Miglior attore protagonista a Richard Dreyfuss
  - Candidatura Miglior attrice protagonista a Marsha Mason
  - Candidatura Migliore sceneggiatura originale a Neil Simon
- 1978 - Kansas City Film Critics Circle Award
  - Miglior attore protagonista a Richard Dreyfuss
- 1978 - David di Donatello
  - Miglior regista straniero a Herbert Ross
  - Miglior attore straniero a Richard Dreyfuss
- 1977 - Los Angeles Film Critics Association Award
  - Miglior attore protagonista a Richard Dreyfuss